# Selenia glaucescens
Selenia glaucescens là một loài bướm đêm trong họ Geometridae.